# Siderita

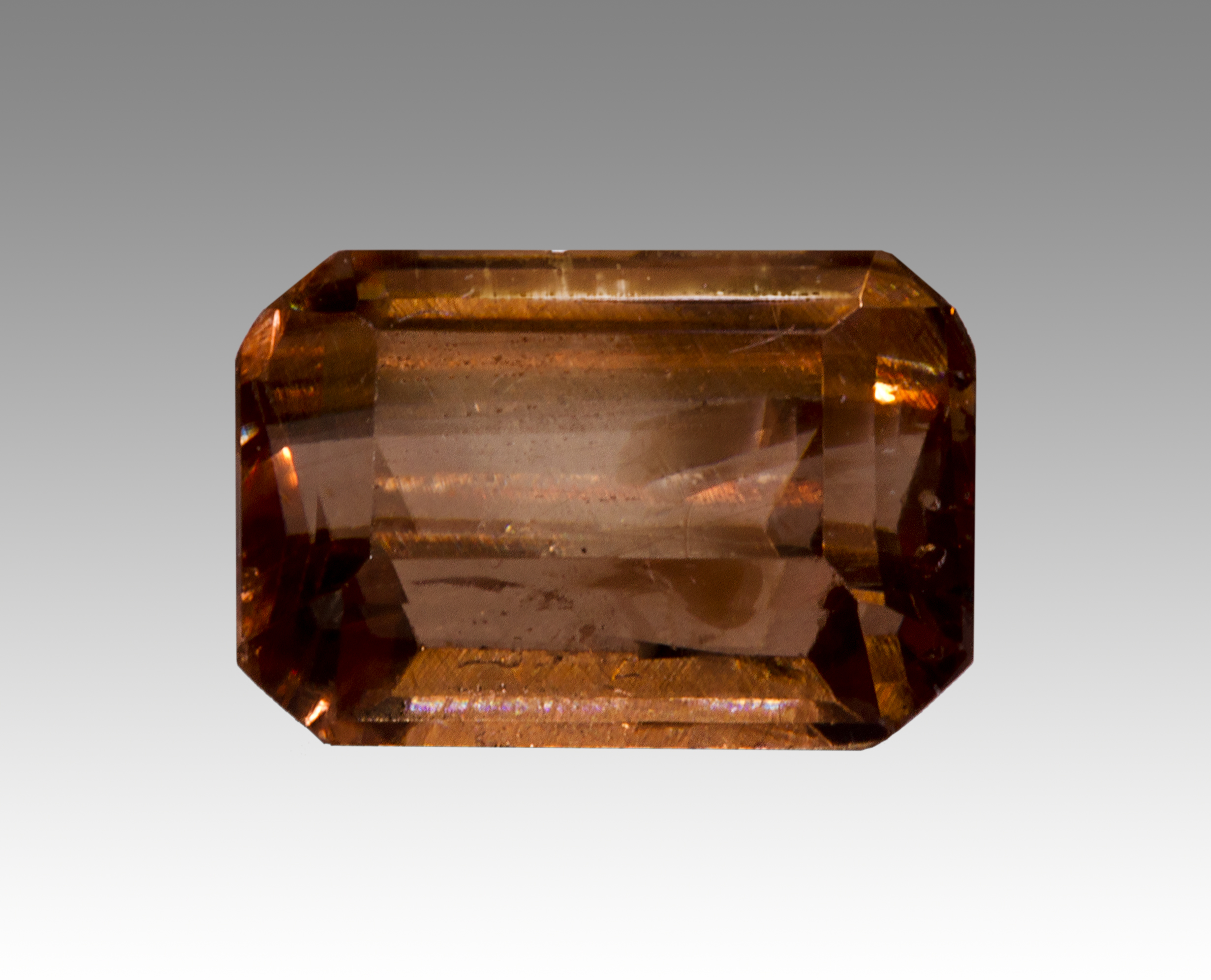
Siderita corte

La siderita o siderosa es un mineral de la clase 05 de la clasificación de Strunz, los llamados minerales carbonatos y nitratos. Es un carbonato de hierro (II) (FeCO3), del grupo de la calcita. Es uno de los principales minerales de hierro conocido desde tiempos prehistóricos. Fue nombrado en 1832 por François Sulpice Beudant y fue descrito en 1845 por Wilhelm Karl Ritter von Haidinger, derivando el nombre del griego σίδερος, sideros, 'hierro', en alusión a su composición química. Sinónimos que ha recibido en español: aerosiderita, bemmelenita, chalybita, gyrita, pelosiderita o thomaíta.

## Características
La siderita es un mineral pesado, tiene una composición de carbonato de hierro y un ordenamiento interno hexagonal.

## Series
Forma series de solución sólida con otros minerales:
- Con la magnesita (MgCO3) forma una serie sustituyendo el Fe por Mg.
- Con la rodocrosita (MnCO3) forma una serie sustituyendo el Fe por Mn.
- Con la smithsonita (ZnCO3) forma una serie sustituyendo el Fe por Zn.

## Hábito
Típicamente se encuentra en forma de racimos de cristales romboédricos, del sistema trigonal, cuyas caras aparecen curvadas o compuestas. También se puede encontrar a menudo como una masa granulada de color marrón oscuro o bien como material cristalino masivo, con superficies de exfoliación expuestas claramente curvadas.

## Formación y yacimientos
Muy a menudo se encuentra en depósitos de lechos sedimentarios mezclada con algún componente biológico, pizarras, arcillas o carbón, lo que sugiere que la siderita es creada biogénicamente
También se puede encontrar en rocas sedimentarias metamorfizadas formando masas cristalinas masivas, como mineral principal de depósitos hidrotermales, así como en pegmatitas y en depósitos de pantanos.

## Usos
Es un mineral de importancia económica para la extracción del hierro ya que contiene un 58,3% de hierro en estado puro. También se encuentra en el espacio y en satélites como la Luna o en meteoritos. La explotación era a cielo abierto, pero actualmente es subterránea, basada en minas.